# Indische waaierstaart
De Indische waaierstaart (Rhipidura aureola) is een zangvogel uit de familie Rhipiduridae (waaierstaarten). De soort werd voor het eerst geldig gepubliceerd door Lesson in 1830.

## Kenmerken
De vogels hebben een lengte van circa 18 centimeter. De buik is wit en de rug zwart.

## Leefwijze
De Indische waaierstaart eet insecten en legt ongeveer drie eieren in een nest.

## Verspreidingsgebied
De soort komt voor op het Indisch subcontinent en op het vasteland van Zuidoost-Azië en telt drie ondersoorten:
- R. a. aureola: van oostelijk Pakistan, noordelijk India en zuidelijk Nepal tot centraal India.
- R. a. compressirostris: zuidelijk India en Sri Lanka.
- R. a. burmanica: van Myanmar en zuidelijk China tot zuidelijk Indochina.

## Status
De grootte van de populatie is niet gekwantificeerd maar de soort wordt omschreven als algemeen op het Indisch subcontinent en schaars tot vrij algemeen in Indochina. Op de Rode lijst van de IUCN heeft deze soort de status niet bedreigd.